# فهرست میراث جهانی در لتونی
میراث جهانی در لتونی تا تاریخ ۲۰۲۵ شامل ۳ اثر ثبت‌شدهٔ فرهنگی در کشور لتونی توسط یونسکو است. همچنین سه اثر در فهرست آزمایشی نیز قرار دارند. جمهوری لتونی این کنوانسیون را در تاریخ ۱۰ ژانویه ۱۹۹۵ پذیرفت و از آن هنگام، مکان‌های طبیعی و فرهنگی لتونی دارای شرایط برای گنجانده شدن در فهرست میراث جهانی هستند.
سایت‌های میراث جهانی سازمان آموزشی، علمی و فرهنگی سازمان ملل متحد، یونسکو مکان‌هایی هستند که دارای اهمیت فرهنگی یا طبیعی هستند، همان‌طور که در پیمان‌نامه میراث جهانی، که در سال ۱۹۷۲ تأسیس شده، شرح داده شده است.
میراث فرهنگی شامل بناهای تاریخی مانند آثار معماری، مجسمه‌ها، کتیبه‌ها، مجموعه‌های ساختمانی و محوطه‌های باستانی است. از سوی دیگر، میراث طبیعی به ویژگی‌های فیزیکی و زیستی، شکل‌های زمین‌شناسی و زیستگاه گونه‌های در خطر انقراض حیوانات و گیاهان اطلاق می‌شود. همچنین مکان‌هایی که از نظر علمی، حفاظتی یا زیبایی طبیعی اهمیت دارند، جزو میراث طبیعی به‌شمار می‌روند.
نخستین سایت میراث جهانی ثبت‌شده در لتونی، شهر قدیمی ریگا در سال ۱۹۹۷ بود و پس از آن به ترتیب هلال ژئودزی اشترووه در سال ۲۰۰۵ و شهر قدیمی کولدیگا در سال ۲۰۲۳ ثبت شدند. سایت هلال ژئودزی اشترووه فراملی و مشترک با نُه کشور دیگر است.

## میراث جهانی
سایت‌ها با ده معیار فهرست می‌شوند. هر ورودی باید دست‌کم یکی از معیارها را داشته باشد.
| # | نگاره                         | نام                 | موقعیت                  | سال  | ش ثبتمعیارها       | شرح | م     |
| ۱ | خانه‌ای با نمای تزئین‌شده در شب | مرکز تاریخی ریگا    | ریگا                    | ۱۹۹۷ | ۸۵۲(i)(ii)         | ریگا در سال ۱۲۰۱ بنیان‌گذاری شد و از سدهٔ سیزدهم تا پانزدهم شهری مهم در اتحادیه هانزا بود. از آن دوران به دلیل جنگ یا آتش‌سوزی خانه‌های زیادی باقی نمانده است. سپس در سدهٔ نوزدهم و اوایل سدهٔ بیستم ریگا توسعهٔ گسترده‌ای را تجربه کرد و ساختمان‌های آر نوو زیادی در آن ساخته شدند. ریگا بیشترین میزان جمع‌شدگی این سبک ساختمان‌ها را در اروپا دارد. خانه سرسیاهان در تصویر دیده می‌شود. | [ ۵ ] |
| ۲ |                               | هلال ژئودزی اشترووه | شهرداری ارگلی، یکابپیلس | ۲۰۰۵ | ۱۱۸۷ (ii)(iii)(vi) | هلال ژئودزی اشترووه مجموعه‌ای از نقاط مثلثی و سه‌تایی است که بیش از ۲٬۸۲۰ کیلومتر (۱٬۷۵۰ مایل) از هامرفست در نروژ تا دریای سیاه طول دارد. هر کدام از این نقاط، مکان دیگری را تنها با زوایای آن از نقاط شناخته شده در هر دو انتهای خط پایه ثابت به جای فواصل تا نقطه به‌طور مستقیم مانند سه لایه اندازه‌گیری می‌کنند. با ساخت این نقاط از شمال در فنلاند تا جنوب در مولداوی، یک نصف‌النهار همراه با اندازه و شکل زمین اندازه‌گیری شد. این نقاط توسط ستاره‌شناس آلمانی، اشترووه برای یک پژوهش نقشه‌برداری ساخته شدند که برای نخستین بار اندازه‌گیری دقیق بخش طولانی از یک نصف النهار و همراه با آن اندازه و شکل زمین را انجام داد و در کل ۲۶۵ نقطه بودند. میراث جهانی شامل ۳۴ نقطه از این هلال در ده کشور (از شمال به جنوب: نروژ، سوئد، فنلاند، روسیه، استونی، لتونی، لیتوانی، بلاروس، مولداوی و اوکراین) می‌شود که دو تا از این نقاط در لتونی قرار دارند. | [ ۶ ] |
| ۳ |                               | شهر قدیمی کولدیگا   | کولدیگا                 | ۲۰۲۳ | ۱۶۵۸(v)            | مرکز تاریخی شهر کولدیگا به خوبی حفظ شده است و پیشینهٔ آن به اواخر سدهٔ شانزدهم تا سدهٔ هجدهم می‌رسد و مرکز اداری دوک‌نشین کورلند و سمیگالیا بوده است. ترکیب سبک‌های معماری نشان‌دهندهٔ تبادل فرهنگی با کشورهای حوزهٔ دریای بالتیک است. | [ ۷ ] |

## فهرست آزمایشی
علاوه بر سایت‌های موجود در فهرست میراث جهانی، کشورهای عضو می‌توانند فهرستی از سایت‌های آزمایشی را که ممکن است برای نامزدی در نظر بگیرند، در این فهرست قرار دهند. نامزدها در فهرست میراث جهانی تنها در صورتی پذیرفته می‌شوند که سایت قبلاً در فهرست آزمایشی قرار داشته باشد.
تا سال ۲۰۲۵، لتونی سه اثر در فهرست آزمایشی خود دارد.
| # | نگاره                                                   | نام                         | موقعیت                               | سال ثبت | ش ثبتمعیارها      | شرح | م      |
| ۱ |                                                         | مسیرهای مارپیچ رود دائوگاوا | رود دائوگاوا، از پیدرویا تا دوگوپیلس | ۲۰۱۱    | ۵۶۱۰ (v)(viii)(x) | درهٔ بالای رودخانه دائوگاوای دارای اشکال زمینی پسایخبندانی جالبی است که بیش از ۱۳ تا ۱۵ هزار سال پیش شکل گرفته است. این منقطه حدود هزار سال است مورد سکونت قرار دارد و چندین چشم‌انداز فرهنگی چون آیینی (ساختمان‌های مقدس، محل‌های دفن باستانی، گورستان‌ها و صلیب‌ها)، اجتماعی و اقتصادی (شهرنشینی، سکونتگاه‌های کشاورزی) را شامل می‌شود. | [ ۹ ]  |
| ۲ | بازمانده‌های دژی تپه‌ای که با چمن و درخت پوشانده شده است. | مجموعه باستان‌شناسی گروبینا  | گروبینا                              | ۲۰۱۷    | ۶۲۵۸ (iii)        | مجموعهٔ باستان‌شناسی گروبینا شامل بازمانده‌های سکونتگاه‌ها و مکان‌های دفن می‌شود که پیشینه‌اش به سده‌های هفتم تا نهم میلادی، یعنی زمان مهاجرت اسکاندیناویایی‌ها به فرای دریا می‌رسد. گروبینا سکونتگاهی بود که آن‌ها در کنار مردم کورونی بومی زندگی می‌کردند و این منجر به تبادل فرهنگی شد.                                                    | [ ۱۰ ] |
| ۳ |                                                         | کاخ رونداله                 | شهرداری رونداله                      | ۲۰۲۱    | ۶۵۴۴ (i)(ii)(iv)  | کاخ به سبک باروک و باغ و بوستان جنگلی آن به دست معمار ایتالیایی، فرانچسکو بارتولومئو راسترلی طراحی شد. این کاخ برای اقامت تابستانی دوک‌های کورلند ساخته شد. ساخت‌وساز اولیه در دههٔ ۱۷۳۰ آغاز شد در حالی که فضای درونی در دههٔ ۱۷۶۰ با سبک روکوکو به پایان رسید. این کاخ یکپارچگی طراحی معماری، ویژهٔ قرن هجدهم خود را حفظ کرده است.   | [ ۱۱ ] |